# Nègrepelisse
Nègrepelisse ist eine französische Gemeinde mit 5.839 Einwohnern (Stand 1. Januar 2022) im Département Tarn-et-Garonne in der Region Okzitanien. Sie ist Verwaltungssitz des Kantons Aveyron-Lère und liegt im Arrondissement Montauban.

## Geografie
Die Stadt liegt am südlichen Ufer des Flusses Aveyron etwa 15 Kilometer nordöstlich von Montauban.

## Geschichte
Das Château de Nègrepelisse wurde 1074 im Bau beendet.
Die Bastide Nègrepelisse, latinisiert Nigra Pelliciacum, wurde im ausgehenden 13. Jahrhundert gegründet. 1285 erließ Philipp III. die Gründungsakte.
Der Ort beherbergte schon früh Calvinisten. Vom 10. auf den 11. Juni 1622 fand hier die Schlacht bzw. das Massaker von Nègrepelisse statt, als König Ludwig XIII. 800 Stadtbewohner, Hugenotten, die gesamte männliche Stadtbevölkerung, hinrichten ließ.

## Sehenswürdigkeiten
- Château de Nègrepelisse
- Kirche Saint-Pierre-ès-Liens
- Temple de Nègrepelisse
- Moulin de Nègrepelisse

## Persönlichkeiten
- Jean I Barraband (* um 1650 in Nègrepelisse; † 1709 in Berlin) war ein hugenottischer Religionsflüchtling, der in Berlin als Bildwirker arbeitete.
- Eugène Aujaleu (1903–1990), Mediziner
- André Jouany (1928–1984), Politiker, Senator für die Provinz Tarn-et-Garonne